# Ornithosuchidae
Gli ornitosuchidi (Ornithosuchidae) sono un gruppo di arcosauri estinti, appartenenti ai crurotarsi. Vissero nel Triassico superiore (Carnico - Retico, circa 235 - 200 milioni di anni fa) e i loro resti fossili sono stati ritrovati in Europa e in Sudamerica. Per lungo tempo sono stati ritenuti erroneamente gli antenati dei grandi dinosauri carnivori (carnosauri).

## Descrizione
Questi animali erano di dimensioni medio/grandi (2 - 3 metri di lunghezza), ed erano dotati di un cranio ampio e leggero. Le zampe posteriori erano lunghe e snelle, mentre quelle anteriori erano più brevi (circa due terzi di quelle posteriori) e piuttosto gracili.
Gli ornitosuchidi possono essere identificati facilmente tra gli altri arcosauri triassici a causa della presenza di un diastema (uno spazio tra i denti) piuttosto arcuato. Quando le fauci erano chiuse, due grandi denti inferiori andavano a riempire lo spazio tra premascella e mascella. Vi erano due basse depressioni sulle pareti del diastema per permettere l'alloggio di questi denti. I grandi denti della mandibola erano posizionati dietro a un altro dente più piccolo, che sporgeva all'infuori. Questo tipo di disposizione della dentatura è unico tra gli arcosauri basali del Triassico. Un'altra caratteristica degli ornitosuchidi era data dall'insolita forma del muso, ricurvo verso il basso (in particolare nelle forme sudamericane, ma non in Ornithosuchus).
Alcune altre caratteristiche distinguevano gli ornitosuchidi da ogni altro arcosauro triassico: gli ornitosuchidi, ad esempio, possedevano una piccola finestra tra l'osso palatino e l'osso pterigoide, nella regione del palato. Inoltre, il contatto tra le ossa nasali e prefrontali era ridotto o assente, e le ossa frontali e lacrimali erano in contatto fra loro. In altri arcosauri (come i rauisuchi, gli aetosauri, gli pterosauri e i dinosauromorfi) il contatto tra le ossa nasale e prefrontale separa il frontale e il lacrimale.
Al contrario di gran parte degli altri arcosauri primitivi, le ossa degli artigli inferiori sono compresse lateralmente. Esse sono molto profonde, più alte che lunghe, acuminate e ricurve, specialmente pr quanto riguarda il dito interno. Questo tipo di artiglio non è noto in nessun altro arcosauro eccetto che negli pterosauri.
Gran parte degli altri gruppi di arcosauri sono stati spesso classificati in base alla struttura delle loro caviglie. Nella maggior parte dei crurotarsi, l'astragalo ha una proiezione convessa che si inserisce in uno spazio concavo nel calcagno. Questa condizione è conosciuta come "normale caviglia da coccodrillo". Gli ornitosuchidi sono unici tra i crurotarsi (e tra tutti gli arcosauri) nel possedere una "caviglia da coccodrillo a rovescio": in questa condizione, la cavità non è posta nel calcagno bensì nell'astragalo. Negli ornitosuchidi, il calcagno porta una proiezione convessa analoga a quella riscontrabile nell'astragalo degli arcosauri con caviglia tipica da coccodrillo. Questa condizione "inversa" è riscontrabile anche in Euparkeria, un arcosauriforme basale del Triassico inferiore, classificato al di fuori dei veri arcosauri.

## Classificazione
Gli ornitosuchidi hanno una classificazione piuttosto complicata. Inizialmente vennero considerati parte del gruppo noto come Pseudosuchia,  comprendente gran parte degli arcosauri triassici di piccole dimensioni e bipedi, come Hesperosuchus e Saltoposuchus (è ora noto che gran parte di queste forme sono crocodilomorfi basali noti come Sphenosuchia).
In seguito, Ornithosuchus venne riclassificato come un membro molto primitivo e arcaico dei dinosauri teropodi (Walker, 1964). In ogni caso, Ornithosuchus (come gli altri membri della sua famiglia) possedeva una quantità di caratteri primitivi (plesiomorfici), ad esempio una doppia fila di piastre ossee lungo il dorso (osteodermi), una pelvi corta unita alla colonna vertebrale mediante tre sole vertebre, e cinque dita su ogni zampa posteriore (nei dinosauri teropodi sono quattro, di cui uno ridotto a sperone). Queste caratteristiche sono condivise dalla maggior parte degli arcosauri basali, e dimostrano che Ornithosuchus era solo lontanamente imparentato con i dinosauri.
Durante gli anni '80, un importante articolo (Gauthier, 1986) indicò gli ornitosuchidi come il gruppo più basale sulla linea di arcosauri che condusse ai dinosauri e agli pterosauri (Ornithodira). Negli anni '90, invece, altri studi (Sereno, 1991) determinarono l'appartenenza degli ornitosuchidi all'altro grande clade di arcosauri (Crurotarsi). Attualmente è ancora questa la posizione che la maggior parte degli studiosi attribuisce agli ornitosuchidi.
Alcuni hanno indicato gli ornitosuchidi come i più basali fra i crurotarsi (Parrish, 1993), altri come il sister taxon dei crocodilomorfi e di altre forme come Gracilisuchus e Postosuchus (Juul, 1994), altri ancora come il sister group dei cosiddetti "Rauisuchia" (Benton e Walker, 2002). Attualmente vi è consenso che gli ornitosuchidi siano parte del gruppo degli pseudosuchi, ma la loro posizione filogenetica è tuttora dibattuta. In ogni caso, tutte le ipotesi sono d'accordo nella presenza di un ghost lineage estremamente lungo alla base del clade. La presenza di pseudosuchi derivati nel tardo Olenekiano, infatti, produce un ghost lineage di circa 18 - 16 milioni di anni per gli Ornithosuchidae; ciò indica che soltanto la parte finale della storia evolutiva del clade è noto nella documentazione fossile (Baczko ed Ezcurra, 2013).

### Filogenesi
Gli ornitosuchidi sono generalmente considerati parte del grande clade dei suchi (Suchia), che include anche gli aetosauri, i rauisuchi e i crocodilomorfi. Qui sotto è presentato un cladogramma basato sugli studi di Nesbitt e Norell (2006), Nesbitt (2007) e Brusatte et al. (2010), in cui viene illustrata la posizione degli ornitosuchidi negli arcosauri:
|  | \| \| Ornithosuchidae \| \| \| \| \| \| Rauisuchia \| \| \| \| |
|  |                                                                |
|  | Crocodylomorpha (coccodrilli e i loro parenti estinti)         |
|  |                                                                |
|  | Ornithosuchidae                                                |
|  |                                                                |
|  | Rauisuchia                                                     |
|  |                                                                |

|  | Ornithosuchidae |
|  |                 |
|  | Rauisuchia      |
|  |                 |

|  | \| \| Ornithosuchidae \| \| \| \| \| \| Rauisuchia \| \| \| \| |
|  |                                                                |
|  | Crocodylomorpha (coccodrilli e i loro parenti estinti)         |
|  |                                                                |
|  | Ornithosuchidae                                                |
|  |                                                                |
|  | Rauisuchia                                                     |
|  |                                                                |

|  | Ornithosuchidae |
|  |                 |
|  | Rauisuchia      |
|  |                 |

|  | \| \| Ornithosuchidae \| \| \| \| \| \| Rauisuchia \| \| \| \| |
|  |                                                                |
|  | Crocodylomorpha (coccodrilli e i loro parenti estinti)         |
|  |                                                                |
|  | Ornithosuchidae                                                |
|  |                                                                |
|  | Rauisuchia                                                     |
|  |                                                                |

|  | Ornithosuchidae |
|  |                 |
|  | Rauisuchia      |
|  |                 |

|  | \| \| Ornithosuchidae \| \| \| \| \| \| Rauisuchia \| \| \| \| |
|  |                                                                |
|  | Crocodylomorpha (coccodrilli e i loro parenti estinti)         |
|  |                                                                |
|  | Ornithosuchidae                                                |
|  |                                                                |
|  | Rauisuchia                                                     |
|  |                                                                |

|  | Ornithosuchidae |
|  |                 |
|  | Rauisuchia      |
|  |                 |

|  | \| \| Ornithosuchidae \| \| \| \| \| \| Rauisuchia \| \| \| \| |
|  |                                                                |
|  | Crocodylomorpha (coccodrilli e i loro parenti estinti)         |
|  |                                                                |
|  | Ornithosuchidae                                                |
|  |                                                                |
|  | Rauisuchia                                                     |
|  |                                                                |

|  | Ornithosuchidae |
|  |                 |
|  | Rauisuchia      |
|  |                 |

|  | \| \| Ornithosuchidae \| \| \| \| \| \| Rauisuchia \| \| \| \| |
|  |                                                                |
|  | Crocodylomorpha (coccodrilli e i loro parenti estinti)         |
|  |                                                                |
|  | Ornithosuchidae                                                |
|  |                                                                |
|  | Rauisuchia                                                     |
|  |                                                                |

|  | Ornithosuchidae |
|  |                 |
|  | Rauisuchia      |
|  |                 |

|  | \| \| Ornithosuchidae \| \| \| \| \| \| Rauisuchia \| \| \| \| |
|  |                                                                |
|  | Crocodylomorpha (coccodrilli e i loro parenti estinti)         |
|  |                                                                |
|  | Ornithosuchidae                                                |
|  |                                                                |
|  | Rauisuchia                                                     |
|  |                                                                |

|  | Ornithosuchidae |
|  |                 |
|  | Rauisuchia      |
|  |                 |

|  | \| \| Ornithosuchidae \| \| \| \| \| \| Rauisuchia \| \| \| \| |
|  |                                                                |
|  | Crocodylomorpha (coccodrilli e i loro parenti estinti)         |
|  |                                                                |
|  | Ornithosuchidae                                                |
|  |                                                                |
|  | Rauisuchia                                                     |
|  |                                                                |

|  | Ornithosuchidae |
|  |                 |
|  | Rauisuchia      |
|  |                 |

|  | \| \| Ornithosuchidae \| \| \| \| \| \| Rauisuchia \| \| \| \| |
|  |                                                                |
|  | Crocodylomorpha (coccodrilli e i loro parenti estinti)         |
|  |                                                                |
|  | Ornithosuchidae                                                |
|  |                                                                |
|  | Rauisuchia                                                     |
|  |                                                                |

|  | Ornithosuchidae |
|  |                 |
|  | Rauisuchia      |
|  |                 |

|  | \| \| Ornithosuchidae \| \| \| \| \| \| Rauisuchia \| \| \| \| |
|  |                                                                |
|  | Crocodylomorpha (coccodrilli e i loro parenti estinti)         |
|  |                                                                |
|  | Ornithosuchidae                                                |
|  |                                                                |
|  | Rauisuchia                                                     |
|  |                                                                |

|  | Ornithosuchidae |
|  |                 |
|  | Rauisuchia      |
|  |                 |

|  | \| \| Ornithosuchidae \| \| \| \| \| \| Rauisuchia \| \| \| \| |
|  |                                                                |
|  | Crocodylomorpha (coccodrilli e i loro parenti estinti)         |
|  |                                                                |
|  | Ornithosuchidae                                                |
|  |                                                                |
|  | Rauisuchia                                                     |
|  |                                                                |

|  | Ornithosuchidae |
|  |                 |
|  | Rauisuchia      |
|  |                 |

|  | \| \| Ornithosuchidae \| \| \| \| \| \| Rauisuchia \| \| \| \| |
|  |                                                                |
|  | Crocodylomorpha (coccodrilli e i loro parenti estinti)         |
|  |                                                                |
|  | Ornithosuchidae                                                |
|  |                                                                |
|  | Rauisuchia                                                     |
|  |                                                                |

|  | Ornithosuchidae |
|  |                 |
|  | Rauisuchia      |
|  |                 |

|  | \| \| Ornithosuchidae \| \| \| \| \| \| Rauisuchia \| \| \| \| |
|  |                                                                |
|  | Crocodylomorpha (coccodrilli e i loro parenti estinti)         |
|  |                                                                |
|  | Ornithosuchidae                                                |
|  |                                                                |
|  | Rauisuchia                                                     |
|  |                                                                |

|  | Ornithosuchidae |
|  |                 |
|  | Rauisuchia      |
|  |                 |

|  | \| \| Ornithosuchidae \| \| \| \| \| \| Rauisuchia \| \| \| \| |
|  |                                                                |
|  | Crocodylomorpha (coccodrilli e i loro parenti estinti)         |
|  |                                                                |
|  | Ornithosuchidae                                                |
|  |                                                                |
|  | Rauisuchia                                                     |
|  |                                                                |

|  | Ornithosuchidae |
|  |                 |
|  | Rauisuchia      |
|  |                 |

|  | \| \| Ornithosuchidae \| \| \| \| \| \| Rauisuchia \| \| \| \| |
|  |                                                                |
|  | Crocodylomorpha (coccodrilli e i loro parenti estinti)         |
|  |                                                                |
|  | Ornithosuchidae                                                |
|  |                                                                |
|  | Rauisuchia                                                     |
|  |                                                                |

|  | Ornithosuchidae |
|  |                 |
|  | Rauisuchia      |
|  |                 |

|  | \| \| Ornithosuchidae \| \| \| \| \| \| Rauisuchia \| \| \| \| |
|  |                                                                |
|  | Crocodylomorpha (coccodrilli e i loro parenti estinti)         |
|  |                                                                |
|  | Ornithosuchidae                                                |
|  |                                                                |
|  | Rauisuchia                                                     |
|  |                                                                |

|  | Ornithosuchidae |
|  |                 |
|  | Rauisuchia      |
|  |                 |

|  | \| \| Ornithosuchidae \| \| \| \| \| \| Rauisuchia \| \| \| \| |
|  |                                                                |
|  | Crocodylomorpha (coccodrilli e i loro parenti estinti)         |
|  |                                                                |
|  | Ornithosuchidae                                                |
|  |                                                                |
|  | Rauisuchia                                                     |
|  |                                                                |

|  | Ornithosuchidae |
|  |                 |
|  | Rauisuchia      |
|  |                 |

|  | \| \| Ornithosuchidae \| \| \| \| \| \| Rauisuchia \| \| \| \| |
|  |                                                                |
|  | Crocodylomorpha (coccodrilli e i loro parenti estinti)         |
|  |                                                                |
|  | Ornithosuchidae                                                |
|  |                                                                |
|  | Rauisuchia                                                     |
|  |                                                                |

|  | Ornithosuchidae |
|  |                 |
|  | Rauisuchia      |
|  |                 |

|  | \| \| Ornithosuchidae \| \| \| \| \| \| Rauisuchia \| \| \| \| |
|  |                                                                |
|  | Crocodylomorpha (coccodrilli e i loro parenti estinti)         |
|  |                                                                |
|  | Ornithosuchidae                                                |
|  |                                                                |
|  | Rauisuchia                                                     |
|  |                                                                |

|  | Ornithosuchidae |
|  |                 |
|  | Rauisuchia      |
|  |                 |

|  | \| \| Ornithosuchidae \| \| \| \| \| \| Rauisuchia \| \| \| \| |
|  |                                                                |
|  | Crocodylomorpha (coccodrilli e i loro parenti estinti)         |
|  |                                                                |
|  | Ornithosuchidae                                                |
|  |                                                                |
|  | Rauisuchia                                                     |
|  |                                                                |

|  | Ornithosuchidae |
|  |                 |
|  | Rauisuchia      |
|  |                 |

|  | \| \| Ornithosuchidae \| \| \| \| \| \| Rauisuchia \| \| \| \| |
|  |                                                                |
|  | Crocodylomorpha (coccodrilli e i loro parenti estinti)         |
|  |                                                                |
|  | Ornithosuchidae                                                |
|  |                                                                |
|  | Rauisuchia                                                     |
|  |                                                                |

|  | Ornithosuchidae |
|  |                 |
|  | Rauisuchia      |
|  |                 |

|  | \| \| Ornithosuchidae \| \| \| \| \| \| Rauisuchia \| \| \| \| |
|  |                                                                |
|  | Crocodylomorpha (coccodrilli e i loro parenti estinti)         |
|  |                                                                |
|  | Ornithosuchidae                                                |
|  |                                                                |
|  | Rauisuchia                                                     |
|  |                                                                |

|  | Ornithosuchidae |
|  |                 |
|  | Rauisuchia      |
|  |                 |

|  | \| \| Ornithosuchidae \| \| \| \| \| \| Rauisuchia \| \| \| \| |
|  |                                                                |
|  | Crocodylomorpha (coccodrilli e i loro parenti estinti)         |
|  |                                                                |
|  | Ornithosuchidae                                                |
|  |                                                                |
|  | Rauisuchia                                                     |
|  |                                                                |

|  | Ornithosuchidae |
|  |                 |
|  | Rauisuchia      |
|  |                 |

|  | \| \| Ornithosuchidae \| \| \| \| \| \| Rauisuchia \| \| \| \| |
|  |                                                                |
|  | Crocodylomorpha (coccodrilli e i loro parenti estinti)         |
|  |                                                                |
|  | Ornithosuchidae                                                |
|  |                                                                |
|  | Rauisuchia                                                     |
|  |                                                                |

|  | Ornithosuchidae |
|  |                 |
|  | Rauisuchia      |
|  |                 |

|  | \| \| Ornithosuchidae \| \| \| \| \| \| Rauisuchia \| \| \| \| |
|  |                                                                |
|  | Crocodylomorpha (coccodrilli e i loro parenti estinti)         |
|  |                                                                |
|  | Ornithosuchidae                                                |
|  |                                                                |
|  | Rauisuchia                                                     |
|  |                                                                |

|  | Ornithosuchidae |
|  |                 |
|  | Rauisuchia      |
|  |                 |

|  | \| \| Ornithosuchidae \| \| \| \| \| \| Rauisuchia \| \| \| \| |
|  |                                                                |
|  | Crocodylomorpha (coccodrilli e i loro parenti estinti)         |
|  |                                                                |
|  | Ornithosuchidae                                                |
|  |                                                                |
|  | Rauisuchia                                                     |
|  |                                                                |

|  | Ornithosuchidae |
|  |                 |
|  | Rauisuchia      |
|  |                 |

|  | \| \| Ornithosuchidae \| \| \| \| \| \| Rauisuchia \| \| \| \| |
|  |                                                                |
|  | Crocodylomorpha (coccodrilli e i loro parenti estinti)         |
|  |                                                                |
|  | Ornithosuchidae                                                |
|  |                                                                |
|  | Rauisuchia                                                     |
|  |                                                                |

|  | Ornithosuchidae |
|  |                 |
|  | Rauisuchia      |
|  |                 |

|  | \| \| Ornithosuchidae \| \| \| \| \| \| Rauisuchia \| \| \| \| |
|  |                                                                |
|  | Crocodylomorpha (coccodrilli e i loro parenti estinti)         |
|  |                                                                |
|  | Ornithosuchidae                                                |
|  |                                                                |
|  | Rauisuchia                                                     |
|  |                                                                |

|  | Ornithosuchidae |
|  |                 |
|  | Rauisuchia      |
|  |                 |

|  | \| \| Ornithosuchidae \| \| \| \| \| \| Rauisuchia \| \| \| \| |
|  |                                                                |
|  | Crocodylomorpha (coccodrilli e i loro parenti estinti)         |
|  |                                                                |
|  | Ornithosuchidae                                                |
|  |                                                                |
|  | Rauisuchia                                                     |
|  |                                                                |

|  | Ornithosuchidae |
|  |                 |
|  | Rauisuchia      |
|  |                 |

|  | \| \| Ornithosuchidae \| \| \| \| \| \| Rauisuchia \| \| \| \| |
|  |                                                                |
|  | Crocodylomorpha (coccodrilli e i loro parenti estinti)         |
|  |                                                                |
|  | Ornithosuchidae                                                |
|  |                                                                |
|  | Rauisuchia                                                     |
|  |                                                                |

|  | Ornithosuchidae |
|  |                 |
|  | Rauisuchia      |
|  |                 |

|  | \| \| Ornithosuchidae \| \| \| \| \| \| Rauisuchia \| \| \| \| |
|  |                                                                |
|  | Crocodylomorpha (coccodrilli e i loro parenti estinti)         |
|  |                                                                |
|  | Ornithosuchidae                                                |
|  |                                                                |
|  | Rauisuchia                                                     |
|  |                                                                |

|  | Ornithosuchidae |
|  |                 |
|  | Rauisuchia      |
|  |                 |

|  | \| \| Ornithosuchidae \| \| \| \| \| \| Rauisuchia \| \| \| \| |
|  |                                                                |
|  | Crocodylomorpha (coccodrilli e i loro parenti estinti)         |
|  |                                                                |
|  | Ornithosuchidae                                                |
|  |                                                                |
|  | Rauisuchia                                                     |
|  |                                                                |

|  | Ornithosuchidae |
|  |                 |
|  | Rauisuchia      |
|  |                 |

## Paleobiologia e paleoecologia
Gli ornitosuchidi erano carnivori corazzati di dimensioni medio - grandi, dotati di fauci con grandi denti ricurvi. Questi animali erano chiaramente predatori attivi, e le zampe posteriori erano molto più grandi delle anteriori; anche se solitamente questo fatto è associato a una locomozione bipede, è più probabile che gli ornitosuchidi fossero solo bipedi facoltativi, che solitamente camminavano sulle quattro zampe.

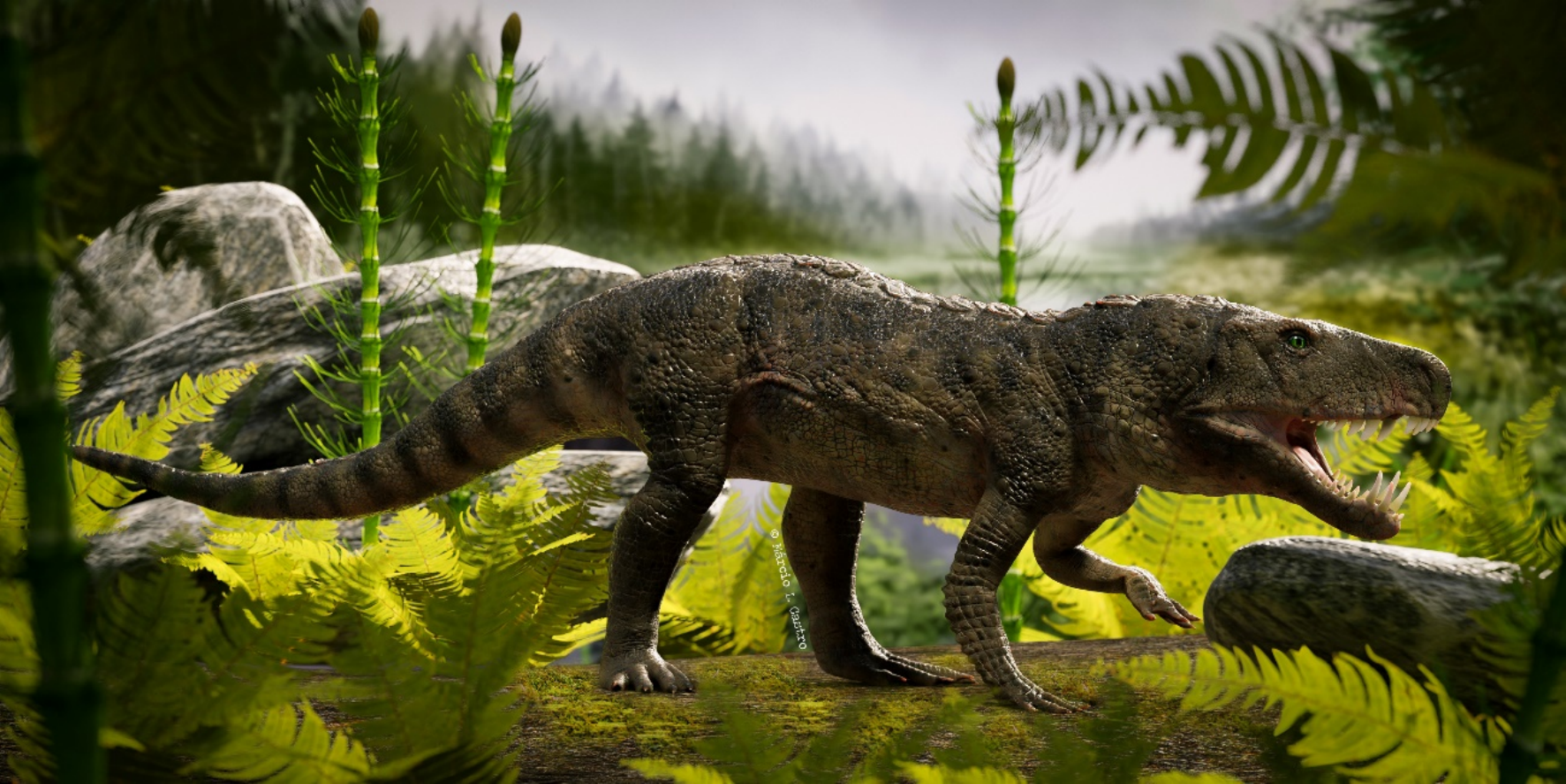
Ricostruzione di Dynamosuchus collisensis

Come altri arcosauri triassici (ad esempio i fitosauri, gli aetosauri e i poposauroidi) gli ornitosuchidi sembrano essere apparsi quasi improvvisamente durante il Carnico. Erano animali veloci e attivi, con una postura eretta simile a quella dei dinosauri e dei mammiferi. È possibile che essi abbiano sviluppato questo tipo di postura da antenati con andatura tipicamente da rettile, indipendentemente da altri gruppi dalla postura eretta. Altrimenti, se gli ornitosuchidi fossero derivati da antenati prestosuchidi (o rauisuchidi), la postura alta potrebbe essere stata "conservata". In ogni caso, la superiore abilità locomotoria conferì ovviamente agli ornitosuchidi grandi vantaggi adattativi, e si sviluppò quindi in una quantità di gruppi di arcosauri solo lontanamente imparentati fra loro.
Anche se non molto comuni (come invece ci si aspetterebbe da predatori vicini o al vertice della catena alimentare), gli ornitosuchidi erano ampiamente distribuiti: sono noti sia in Laurasia (Scozia, con Ornithosuchus) sia in Gondwana (Argentina, con Venaticosuchus e Riojasuchus, e Brasile, con Dynamosuchus). Il nome ornitosuchidi ("coccodrilli - uccello") descrive bene le caratteristiche intermedie di questi animali, ma anche gran parte degli arcosauri del Mesozoico, che in effetti combinavano caratteri dei coccodrilli e degli uccelli.
Uno studio sulla biomeccanica delle fauci degli ornitosuchidi ha rivelato notevoli somiglianze tra questi ultimi e gli aetosauri, nonostante le grandi differenze nel tipo di dieta. La forza relativa delle fauci di Venaticosuchus, in particolare, è risultata più alta rispetto a quella di altri ornitosuchidi, degli aetosauri e di Alligator. Questa notevole forza, unitamente alla bassa velocità del morso e alla morfologia del muso ristretto, suggerirebbe caratteristiche compatibili a una dieta a base di carogne. Gli ornitosuchidi non erano quindi i superpredatori delle comunità continentali del tardo Triassico, ma erano più probabilmente animali opportunisti o saprofagi, che forse si nutrivano di piccoli rettili quali sfenodonti, procolofonidi, giovani aetosauri, erpetosuchidi e di terapsidi come cinodonti e dicinodonti più piccoli di loro (Von Baczko, 2018).